# Samba Diakité
Samba Diakité, född 24 januari 1989, är en malisk fotbollsspelare som spelar för Red Star. Trots att han är född i Frankrike har Diakité valt att representera Mali på landslagsnivå.